# Hypericum havvae
Hypericum havvae är en johannesörtsväxtart som beskrevs av A.Güner. Hypericum havvae ingår i släktet johannesörter, och familjen johannesörtsväxter. Inga underarter finns listade i Catalogue of Life.